# ЮМЗ 8080
ЮМЗ - 8080 — модель трактора виробництва Південного Машинобудівного Заводу м. Дніпро.

## Технічні характеристики
- База, мм*    2450-2460
- Регульована колія, мм*
  - передніх коліс: 1360-1860/1350-1900
  - задніх коліс: 1400-1800/1400-1800
- Габаритні розміри, мм - довжина x ширина x висота:   4165x1884x2830
- Номінальне стискальне зусилля, кН(кг): 14 (1400)
- Діапазон швидкостей руху вперед, км/годин: 2,94-30,45
- Діапазон швидкостей заднього ходу, км/годин: 3,03-11,3
- Маса експлуатаційна, кг: 3950/4250

## Двигун
- Модель: 8045.25,850 (ЗАТ ІВЕКО - "Мотор-Січ")
- Потужність, кВт (к.с.):  59 (80)
- Частота обертання колінвала, об/хв: 2200
- Робочий об'єм циліндрів, л:  3,9
- Питома витрата палива, г/кВт*годин (г/к.с.*годин): 228 (168)

## Трансмісія
- Муфта зчеплення: двопотокова, суха фрикційна, із двошвидкісним редуктором ВОМ.
- Коробка передач: механічна східчаста синхронізована 4-х швидкісна, 3 діапазони (12 передач)
- Гальма:    сухі, дискові

## Вал добору потужності
- Частота обертання, об/хв:    540, 1000
- Рульове керування:    гідрооб'ємне

## Гідравлічна система
- Роздільно-агрегатна з максимальним тиском, МПа (кгс/кв. см): 20-2(200-20)

## Модифікації
- ЮМЗ-8080 - дизель 8045.25.850, запуск від електростартера (базова модель);
- ЮМЗ-8280 - дизель 8045.25.850, запуск від електростартера, два ведучі мости, шини передніх коліс 11,2-20;
- ЮМЗ-8070 - дизель РМ80.03, запуск від електростартера;
- ЮМЗ-8270 - дизель РМ80.03, запуск від електростартера. дві ведучі мости, шини передніх коліс 11,2-20;
- ЮМЗ-8071 - дизель РМ80.04, запуск від пускового двигуна;
- ЮМЗ-8271 - дизель РМ80.04, запуск від пускового двигуна, два ведучі мости, шини передніх коліс 11,2-20.

## Джерело
ПМЗ [Архівовано 6 жовтня 2008 у Wayback Machine.]